# Iglesia de San Vicente (Aruej)
La iglesia parroquial de San Vicente Mártir de Aruej, en Villanúa, comarca Jacetania, Provincia de Huesca, es el primer templo católico con el que se encuentran los peregrinos del Camino de Santiago Francés, vía Tolosana, una vez atravesados los pirineos por el puerto de Somport. Como edificio religioso concreto no presenta ninguna catalogación, pero está dentro del Conjunto Urbano de Aruej catalogado como Bien de Interés Cultural según en virtud de lo dispuesto en la disposición adicional segunda de la Ley 3/1999, de 10 de marzo, del Patrimonio Cultural Aragonés, publicado en el Boletín Oficial de Aragón del día 22 de mayo de 2006.

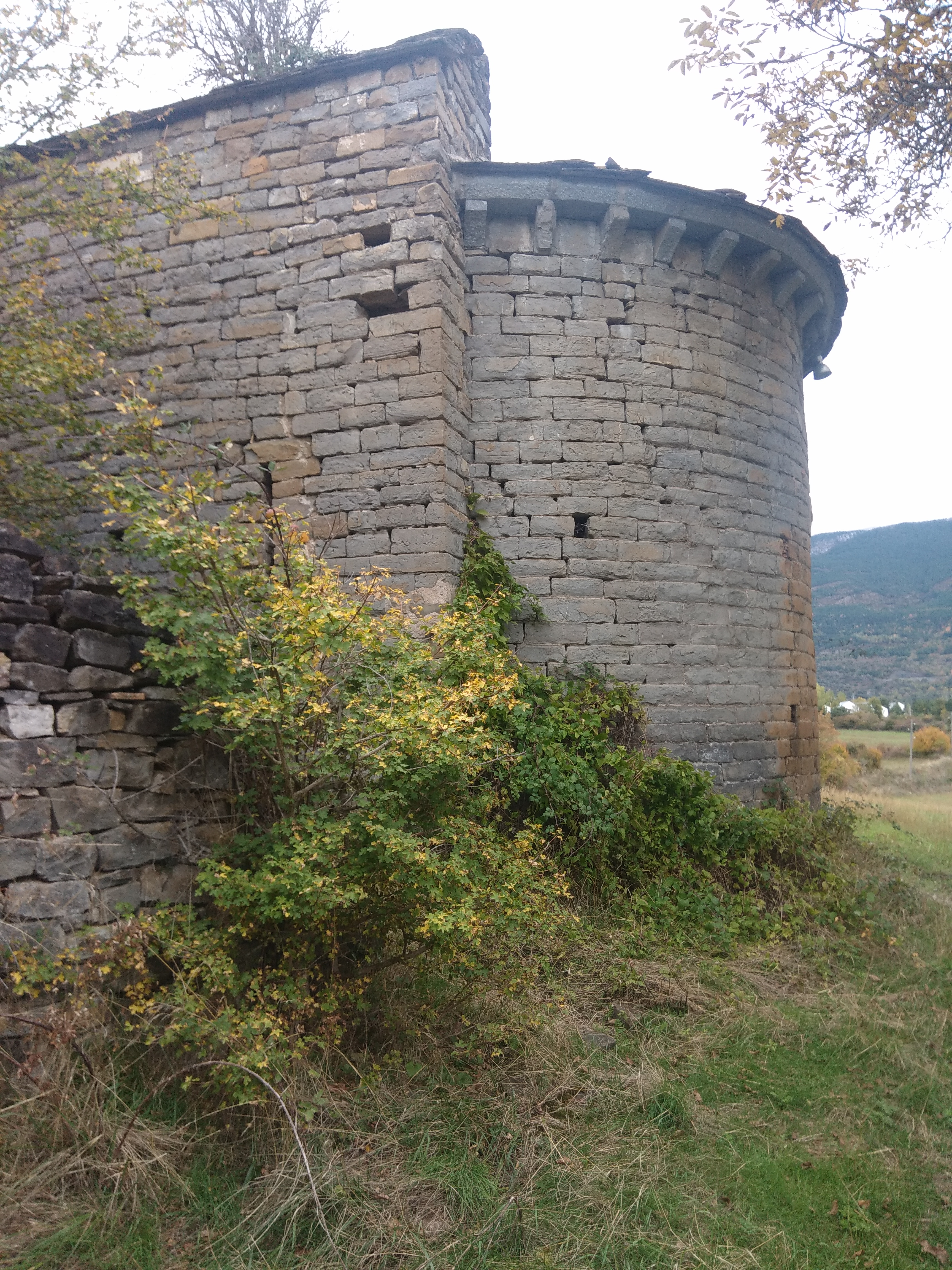
Ábside y muro sur de la iglesia románica de san Vicente

La iglesia, al igual que el resto del Conjunto Urbano de Aruej, se sitúa en una pradería. En concreto, se localiza en una zona plana protegida por otros edificios, entre los que sobre sale la torre defensiva, hoy convertida en establo y que antaño fue vivienda y en su momento torre de defensa de la zona de paso hacia Francia y responsable de que este Paso entre los pirineos estuviera practicable todo el tiempo posible.
A lo largo de la historia ha sufrido muchos avatares, como el incendio que la dejó parcialmente destruida en el siglo XVIII. En 1860 los pocos habitantes que aún moraban en Aruej pasaron a depender de la parroquia de Villanúa. El templo quedó desde entonces sin culto regular, pero con el título de parroquia, con un párroco titular y adscrita al arciprestazgo de Jaca-Berdún, dentro de la Diócesis de Jaca a la que pertenece desde 1571.

## Descripción
La iglesia conserva su planta rectangular original, de una sola nave, con ábside semicircular orientado al este, con una ventana de medio punto en el centro, que presenta dovelas y amplio derrame al interior.
Como añadidos posteriores a la época del inicio de construcción a mediados del siglo XI, tenemos la espadaña y el cementerio los cuales se adosaron a mitad del siglo XX.
El presbiterio está ligeramente elevado y es más estrecho que el resto de la nave. En origen la nave debió presentar cubierta de madera a dos aguas (lo cual concuerda con la forma característica de construcción románica en la zona de La Jacetania). Por su parte, el presbiterio se cubre con bóveda de cañón, mientras que el ábside, por su forma semicircular, acaba cubriéndose con bóveda de cuarto de esfera. En 1690 sufre una intervención que sustituye este tipo de cubierta por una de madera.
La fábrica es de sillar, muy poco decorado. Se pueden resaltar dos canecillos de la cornisa: uno por su decoración con motivo zoomorfo, y otro con decoración de rollos, lo que sugiere su origen hispanomusulmán. Este tipo de decoración se da en otros monumentos de la zona, como la Catedral de Jaca.
El acceso a la iglesia se realiza por la fachada sur del edificio, donde se abre una portada (abocinada con cuatro arquivoltas de medio punto sustentadas en sendos pilares rectangulares, y con dintel monolítico sobre el cual se observa un tímpano sin decoración relleno de sillarejo) en resalte respecto al muro y coronada por una cubierta de pequeñas dimensiones que se sustenta en canecillos sin decoración.
La falta de uso para el culto hizo que se iniciara su proceso de ruina, ya que dejó de realizarse mantenimiento en el edificio, y se usó incluso como refugio de pastores, lo que provocó todavía más destrozas y ruina al mismo. De hecho en el año 2002 el templo presentaba las cubiertas derrumbadas, y en 2010 su estado ruinoso no había mejorado en absoluto. Es por ello por lo que en 2010 se añadió a la Lista roja de patrimonio en peligro.